# Alois Haidinger
Alois Haidinger (* 23. November 1944 in Wolkersdorf im Weinviertel) ist ein österreichischer Experte für Paläografie, Kodikologie, Buchmalerei und Filigranologie.

## Leben und Wirken
Haidinger absolvierte ein Studium der Kunstgeschichte und Geschichte. Seine ungedruckte Dissertation befasste sich mit „Studien zur Buchmalerei in Klosterneuburg und Wien vom späten 14.Jahrhundert bis um 1450“ und wurde später digital veröffentlicht.
Er war Mitglied des Instituts für Österreichische Geschichtsforschung und des Comité international de paléographie latine (CIPL), Mitarbeiter der Kommission für Schrift- und Buchwesen der Österreichischen Akademie der Wissenschaften bis 2010. Als der von Herbert Hunger und Otto Mazal entwickelte Plan zu einem groß angelegten Katalogisierungsunternehmen von in Österreich befindlichen Handschriften so nicht zustande kam, wurde der Plan gefasst, mit Unterstützung des Fonds zur Förderung der wissenschaftlichen Forschung in Österreich (FWF) drei Klosterbibliotheken zu erschließen. Haidinger wurde mit der Bearbeitung der Bestände der Handschriften des Augustiner-Chorherrenstiftes Klosterneuburg betraut und legte 1983 bzw. 1991 gedruckte Kataloge vor.
Bei der Bearbeitung dieser Bestände erlangten die Wasserzeichen der auf Papier geschriebenen Handschriften eine immer größere Bedeutung. Haidinger sorgte in einem ersten Schritt dafür, dass die Wasserzeichen der datierten Handschriften aufgenommen wurden. Diese Belege ermöglichten im Anschluss auch die zeitliche Zuordnung undatierter Handschriften aus demselben Bestand. Dies ergab eine weitaus höhere Trefferquote als beim Abgleich mit aus anderen Beständen erhobenen Wasserzeichen. Dabei konnten hinsichtlich des Verwendungszeitraums identischer Papiere wichtige Korrekturen an bisher in der Forschung akzeptierten Arbeitshypothesen des Wasserzeichenforschers Gerhard Piccard vorgenommen werden. In einer weiteren Untersuchung unterzog er dessen Wasserzeichensammlung und deren Publikation in gedruckter und in digitaler Form einer kritischen Überprüfung.
Haidinger machte sich bei der Handschriftenerschließung moderne Entwicklungen der digitalen Datenverarbeitung zunutze und entwickelte mit Hilfe der Programmiersprache PHP eine Applikation, die der Dokumentation der eigenen Erschließungsschritte dient und die Bereitstellung für Dritte via Internet ermöglicht: WZMA – Wasserzeichen des Mittelalters. Methodik und Konzept erlauben die Registrierung aller Wasserzeichen einer historischen Quelle, von jeder identischen Gruppe von Wasserzeichen einer Quelle wird eine bildliche Aufnahme in der Datenbank erfasst und zudem mit entsprechenden anderen Belegen verknüpft. Haidinger schuf damit eine wesentliche Grundlage für das von der Europäischen Union geförderte Projekt Bernstein – The Memory of Paper. Parallel dazu entwickelte Haidinger das Webportal manuscripta.at, das den Zugang zu mittelalterlichen Handschriften in österreichischen Bibliotheken ermöglicht.

## Ehrungen
Martin Haltrich und Maria Stieglecker (Hrsg.): CODE(X). Festgabe zum 65. Geburtstag von Alois Haidinger. Hollinek, Purkersdorf 2010.

## Werke
- Katalog der Handschriften des Augustiner Chorherrenstiftes Klosterneuburg, Bd. 1 (Österreichische Akademie der Wissenschaften, phil.-hist. Klasse, Denkschriften 168, Wien 1983), Bd. 2 (Österreichische Akademie der Wissenschaften, phil.-hist. Klasse, Denkschriften 225, Wien 1991).
- Zus. mit Franz Lackner: Die Bibliothek und das Skriptorium des Stiftes Heiligenkreuz unter Abt Gottschalk (1134/1147). Verlag Brüder Hollinek, Purkersdorf 2015.